# Tropikalna teilerioza bydła

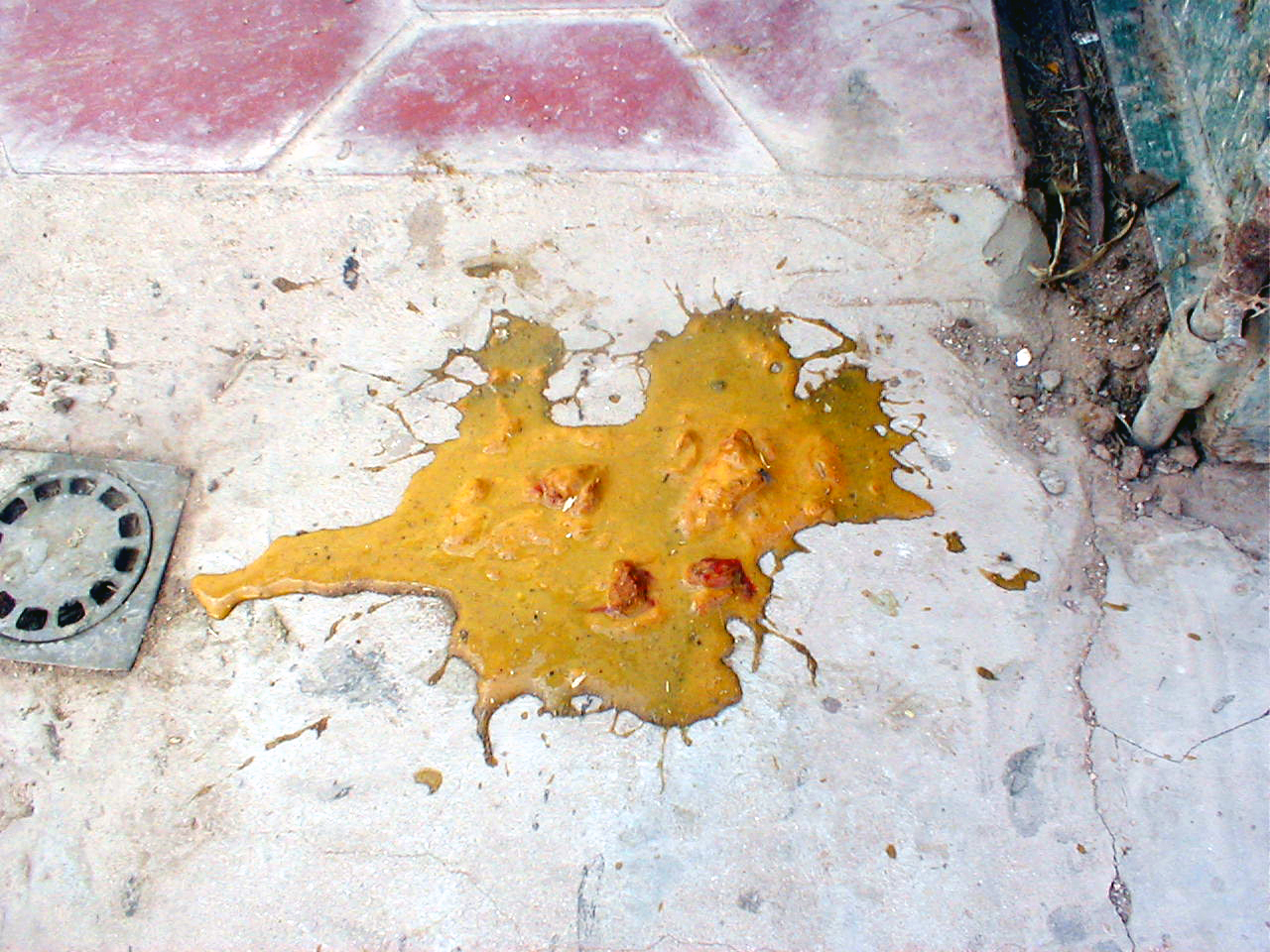
Biegunka ze skrzepami krwi u cielęcia.

Tropikalna teilerioza bydła – pasożytnicza choroba bydła występująca w południowej Europie, północnej i w środkowej Afryce oraz krajach bliskiego wschodu. Chorobę powoduje pierwotniak Theileria annulata. Chorobę przenoszą kleszcze Hyaloma detrium oraz niektóre gatunki z rodzaju Boophilus.